# Cleo Fields
Cleo C. Fields, né le 22 novembre 1962 à Port Allen, en Louisiane, est un avocat et homme politique américaine, membre du Parti démocrate. Il est représentant pour la Louisiane depuis 2025.